# Le Roy, Minnesota
Le Roy là một thành phố thuộc quận Mower, tiểu bang Minnesota, Hoa Kỳ. Năm 2010, dân số của thành phố này là 929 người.

## Dân số
- Dân số năm 2000: 925 người.
- Dân số năm 2010: 929 người.